# 도미우라촌
도미우라촌(富浦村)은 지바현 가이조군에 있던 촌이다. 현재의 아사히시 남부에 해당한다.

## 지리
- 현재의 아사히시, 구 아사히시의 남부에 위치한다.
- 마을에는 구주쿠리 해변이 있고 태평양에 접해 있다.
- 마을의 대부분은 평지이다.

## 역사
- 1889년 4월 1일 - 정촌제 시행에 수반해 가이조군 도미우라촌이 성립하였다.
- 1954년 2월 11일 - 아사히정, 야사시촌과 합병해 새로운 도미우라촌이 성립해, 동일 도미우라촌은 폐지되었다.

## 인구
| 1891년 | 2,839 |
| 1920년 | 3,611 |
| 1953년 | 4,541 |

## 참고문헌
- 角川日本地名大辞典編纂委員会『角川日本地名大辞典 12 千葉県』、角川書店、1984年 ISBN 4040011201